# Laurence Bennett
Laurence Bennett (* im 20. Jahrhundert) ist ein amerikanischer Szenenbildner, der seit Beginn seiner Karriere Mitte der 1980er Jahre an rund 40 Film- und Fernsehproduktionen beteiligt war.

## Leben
Bennett studierte Kunst am Occidental College in Los Angeles und an der Waseda-Universität in Tokio. Er zog mit circa 20 Jahren für zehn Jahre nach Irland und arbeitete in Fringe-Theatern und dozierte später am National College of Art and Design. Anfang der 1980er-Jahre zog er zurück nach Los Angeles.
Bei der Oscarverleihung 2012 wurde er für seine Arbeit bei The Artist zusammen mit Robert Gould für den Oscar in der Kategorie Bestes Szenenbild nominiert. Bennett und Gould wurden für diesen Film 2012 auch für einen British Academy Film Award in der Kategorie Bestes Szenenbild nominiert, hinzu kommen weitere Nominierungen.
Gemeinsam mit seiner Frau, der Szenenbildnerin Nina Bradford, lebte er in Clackamas County in Oregon.

## Filmografie (Auswahl)
- 1986: Hummeln im Hintern (Modern Girls)
- 1986: Überfall im Wandschrank (Monster in the Closet)
- 1986: The Men’s Club
- 1990: Chicago Soul (Fernsehserie)
- 1993: Go West (Fernsehserie)
- 1993: Feuer am Himmel (Fire in the Sky)
- 1994: Future Lover (Fernsehfilm)
- 1994: Unter Verdacht – Der korrupte Polizist (Under Suspicion, Fernsehserie)
- 1995: Divas (Fernsehfilm)
- 1996: Texas Graces (Fernsehfilm)
- 1996: Thinner – Der Fluch (Thinner)
- 1996–1997: EZ Streets (Fernsehserie)
- 1997: The Underworld (Fernsehfilm)
- 1997: Michael Hayes – Für Recht und Gerechtigkeit (Fernsehserie)
- 1999: Geheimprojekt X – Dem Bösen auf der Spur (Fernsehserie)
- 1999–2002: Noch mal mit Gefühl (Once and Again, Fernsehserie)
- 2002: Frauen gegen Männer (Women vs. Men, Fernsehfilm)
- 2003: Miracles (Fernsehserie)
- 2003: Mister Sterling (Fernsehfilm)
- 2004: Fearless (Fernsehfilm)
- 2004: L.A. Crash (Crash)
- 2005: Grey’s Anatomy (Fernsehserie)
- 2006: Thief (Fernseh-Mehrteiler)
- 2007: The Weekend (Fernsehfilm)
- 2007: Im Tal von Elah (In the Valley of Elah)
- 2007: Freedom Writers
- 2008: The Starter Wife – Alles auf Anfang (The Starter Wife, Fernsehserie)
- 2008: Traitor
- 2008: Ein tödlicher Anruf (One Missed Call)
- 2010: 72 Stunden – The Next Three Days (The Next Three Days)
- 2011: The Artist
- 2011: Reconstruction (Fernsehfilm)
- 2012: The Company You Keep – Die Akte Grant (The Company You Keep)
- 2013: Hostages (Fernsehserie)
- 2013: Dritte Person (Third Person)
- 2013: Deception (Fernsehserie)
- 2015: Show Me a Hero (Fernseh-Mehrteiler)
- 2015: Sneaky Pete (Fernsehserie)
- 2015: Dark Places – Gefährliche Erinnerung (Dark Places)
- 2019: Above Suspicion
- 2020: The Water Man